# A II-a Dinastie Egipteană
Conducatori cunoscuți în istoria Egiptului Antic, din A II-a Dinastie.
Prima și cea de a II-a Dinastie ale Egiptului Antic sunt deseori combinate sub titulatura de grup: Perioada Dinastică Timpurie. Capitala vremii era la Thinis.
Numele conducătorilor acestei perioade se află incă în dispută, pentru primii cinci sursele sunt relativ asemanatoare astfel s-a convenit acceptarea urmatoarei liste:
| Nume                   | Durata Domniei |
| ---------------------- | -------------- |
| Hotepsekhemwy          | 38             |
| Raneb (citit si Nebra) | 39             |
| Nynetjer               | 23             |
| Weneg                  | 8              |
| Senedj                 | 20             |

Totuși identitatea următorilor doi sau trei conducători este neclară, mai jos prezentându-se conducatorii pe care majoritatea egiptologilor îi plasează în această perioadă, iar in dreapta sunt numele din Aegyptica lui Manetho.
| Conducător Propus  | Lista lui Manetho |
| ------------------ | ----------------- |
| Peribsen           | Kaires            |
|                    | Nepherkheres      |
| Sekhemib-Perenmaat | Sesokhris         |

În privința ultimului monarh se revine la consens și anume:
| Nume        | Durata Domniei |
| ----------- | -------------- |
| Khasekhemwy | 30             |

Deși Manetho afirmă că Thinis era capitala, la fel ca și în perioada Primei Dinastii, cel puțin primii trei monarhi au fost inmormântați la Saqqara, sugerând faptul că centrul de putere s-a mutat la Memphis. În afară de acestea puține pot fi spuse despre evenimentele acestei perioade; înscrierile anuale de pe piatra din Palermo s-au păstrat doar pentru sfârșitul domniei lui Raneb si pentru frânturi din cea a lui Nynetjer. Este posibil ca un eveniment important să fi avut loc în timpul lui Khasekhemwy, mulți egiptologi interpretează numele acestuia ('Cele Două Puteri sunt Încoronate') ca o comemorare a unirii Egiptului de Sus cu Egiptul de Jos.

## Legături externe
- Ancient Egypt: The Second Dynasty